# Zoropsis markamensis
Espèce
Zoropsis markamensis est une espèce d'araignées aranéomorphes de la famille des Zoropsidae.

## Distribution
Cette espèce est endémique du Tibet en Chine,.

## Étymologie
Son nom d'espèce, composé de markam et du suffixe latin -ensis, « qui vit dans, qui habite », lui a été donné en référence au lieu de sa découverte, le xian de Markam.

## Publication originale
- Hu & Li, 1987 : The spiders collected from the fields and the forests of Xizang Autonomous Region, China. (II). Agricultural Insects, Spiders, Plant Diseases and Weeds of Xizang vol. 2, p. 247-353.